# Ведмедиця (казка)
«Ведмедиця» (італ. L’Orza) — італійська літературна казка, створена Джамбаттістою Базіле у його праці «Пентамерон» 1634 року.
Рут Меннінг-Сандерс включила її до «Книги принців і принцес».
За класифікацією Аарне — Томпсона це казка типу 510B («неприродне кохання»). Інші казки цього типу: «Ситникова Шапочка», «Котяча Шкіра», «Різношерстка», «Король, який хотів одружитися зі своєю донькою», «Осляча Шкура», «Маленька Котяча Шкурка», «Моховик», «Принцеса, що носила сукню з кролячої шкурки», «Ведмідь».
Анрієтта-Жюлі де Мюрат використала подібний мотив у своїй казці «Ведмежа шкура», де героїня втекла не від свого батька, а від чоловіка-людоїда.

## Сюжет

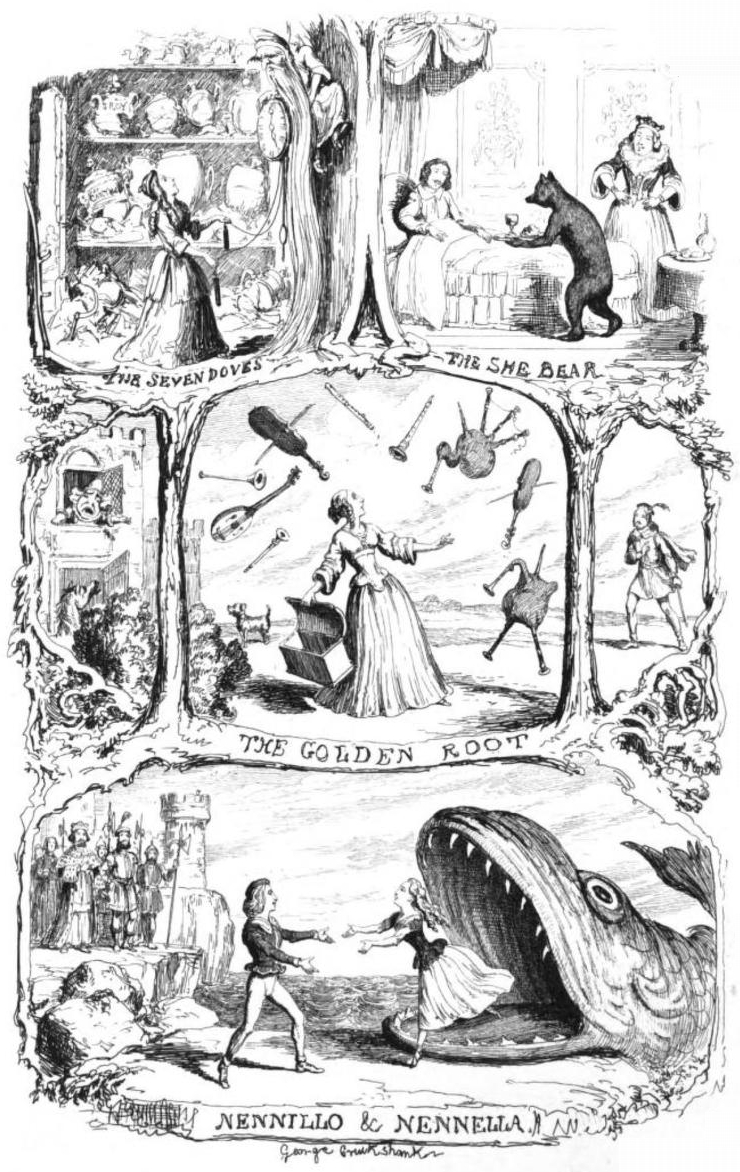
Справа вгорі: ведмедиця подає їжу для принца. Ілюстрація Джорджа Крукшенка до «Історії оповідань» (1850).

Вмираюча королева попросила від свого чоловіка пообіцяти одружитися знову, тільки якщо нова наречена буде такою ж прекрасною, як і вона. Оскільки в нього була лише донька, після смерті дружини він вирішив одружитися вдруге. Він влаштовує конкурс і запрошує жінок з різних країн, але не хоче обирати жодну з них за дружину. Після довгих оглядин багатьох жінок він зрозумів, що його дочка Преціоза насправді така ж вродлива, як і її мати, і жодна інша жінка не може зрівнятися з нею. У відчаї Преціоза пішла до своїх покоїв. Стара жінка дала їй тріску, яку вона поклала до рота і перетворилася на ведмедицю. Коли батько покликав її до своїх радників, щоб запитати, чи може він одружитися з нею, вона скористалася тріскою.
У лісі вона зустріла принца і підійшла до нього. Її лагідність вразила його, і він забрав її додому. Одного разу, бажаючи розчесатися, вона висмикнула дрючок. Принц побачив її і закохався до нестями. У своїй нестямі він говорив про ведмедицю, і його мати подумала, що вона зробила йому боляче, тому наказала її вбити. Слуги, розчулені її лагідністю, віднесли її до лісу.
Дізнавшись про це, принц довго вставав, щоб знову зловити ведмедицю, але коли його благання до неї не змусили її знову стати людиною, він знову захворів. Його мати запитала, що може йому допомогти, і він попросив, щоб ведмедицю залишили при ньому як служницю. Вона робила все, що було потрібно, від чого принц тільки ще більше закохувався в неї і ще більше хворів. Він попросив поцілунку, і вона поцілувала його; при цьому дерево вилетіло з її рота, і він зловив його. Вона благала його не ображати її честі. Він одружився з нею, і мати його благословила їх.

## Варіанти
Рут Меннінг-Сандерс змінила розповідь так, що, як і в «Котячій Шкірі», героїня втекла від загрозливого шлюбу з іншим залицяльником — небажаним і занадто старим для неї, але не для її батька.